# Yuchi

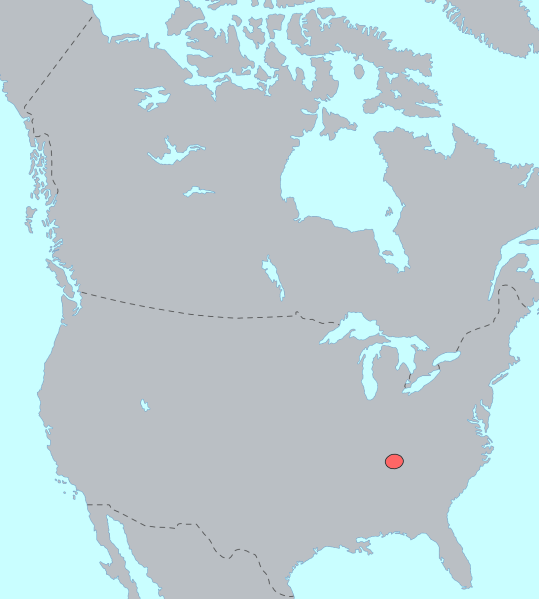
Territorio original de los Yuchi.

Los yuchi son una tribu amerindia del grupo lingüístico uchean, también llamados tsoyaha. Su nombre proviene del muskogi yutci  “alejados del asentamiento”. Absorbieron los restos de Savannah. 

## Localización
Vivían al este de Tennessee y al oeste de Georgia, en la desembocadura del Savannah. Actualmente viven en los condados de Creek y Okmulgee (Oklahoma), en las ciudades de Sapulpa, Bristow y Kellyville.

## Demografía
En 1650 posiblemente eran unos 1500, pero bajaron a 400 en 1715 y en 1910 afirmaban que solo había 78 en Oklahoma con los creek, mientras que en 1930 sumaban 200 con los creek. Hacia 1970 eran un millar. En 1980 eran unos 1500, de los cuales solo 500 hablaban su lengua.
Según el censo de 2000, había 302 yuchi puros, 114 mezclados con otras tribus, 132 con otras razas y 35 con otras razas y tribus. En total, 583 individuos.
Por lo que respecta a su lengua, en 1997 solo quedaban entre 17 y 19 parlantes y, según otros informes, solo 10 en 2005

## Costumbres
Sus costumbres eran similares a las de las otras tribus muskogi; también vivían en ciudades y tenían viviendas muy similares. Probablemente eran restos de siouan escindidos de los catawba, mezclados con muskogi. Se han distinguido por su pertinaz mantenimiento de la identidad tribal.
Cada año, el Columbus College en Columbus, Georgia, y la Chattahoochie Indian Heritage Association, organizan un festival yuchi.

## Historia
En 1540 fueron descubiertos por Hernando de Soto en el valle del río Hiwasee, que les llamó chisca. Los describió como un pueblo noble en extremo, montañés, rebelde e independiente. A pesar de ello, en 1539 el español Bayano afirmó haber matado a un buen número de ellos.
Esto les obligó a establecerse en los montes Apalaches en 1630, y en 1670 contactaron con los ingleses, aunque estableciendo una buena comunicación comercial con Georgia.
La presión de los blancos en su territorio les forzó a abandonar su hogar, y hacia 1729 se establecieron en las orillas del río Chattahoochee, y gradualmente fueron cayendo bajo la órbita e influencia de los creek, con los cuales fueron hacia Oklahoma en 1829, donde se asentaron en los condados de Creek y Okmulgee.
Su jefe Barnard Timpooche, hijo de un escocés y de una Yuchi, en 1814 ayudó a los nortemericanos contra los creek con 100 soldados en Camp Defiance.

## Enlaces
- (en inglés) ¿Quiénes son los misteriosos yuchi de Tennessee y del Sureste? a Yuchi.org
- (en inglés) Informe étnico de los Yuchi
- (en inglés) "Hello Oklahoma!" en Yuchi (enlace roto disponible en Internet Archive; véase el historial, la primera versión y la última).

- Datos: Q973071
- Multimedia: Yuchi / Q973071